# Петя Колчева
Петя Колчева е българска юристка и алпинистка. Тя е първата българка, изкачила връх Еверест (2009), и първата българка, изкачила седемте континентални първенци (2003 – 2020).

## Биография
Родена е на 4 март 1964 г. в Пловдив. Завършва право в Софийския университет „Св. Климент Охридски“. Омъжена е за бизнесмена Камен Колчев. Има 3 деца. Член е на управителния съвет на Българския туристически съюз. Съпругът ѝ е председател на съвета на директорите на инвестиционна компания „ЕЛАНА финансов холдинг“.
Колчева е непрофесионална алпинистка, но със забележителни алпийски постижения. През 1986 г. достига до връх Ленин в Памир (7134 м).  Изкачва Монблан (2000), Маккинли (Аляска, САЩ), Корженевска в Памир и Аконкагуа (Аржентина) (2005).
Изкачва заедно със съпруга си осемхилядника Чо Ойо през 2008 г. Пак с него през 2009 г. и с още 4 българи взема участие в международна група, предприела изкачване на Еверест. Българката достига върха на 22 май 2009 г. в 3 часа българско време (6 часа местно време), с използване на кислород.
На 18 януари 2020 г. достига най-високия връх на Антарктида – Винсън, и става първата българка, изкачила всички континентални първенци (т.нар. Седем върха): Еверест (Азия), Елбрус (Европа), Денали (Северна Америка),  Аконкагуа (Южна Америка), Ухуру (Африка), Карстенс (Океания) и Винсън (Антарктида).
Книгата ѝ „В сянката на Еверест“ излиза през 2010 година. Съдържа албум със 150 цветни снимки, писма, DVD с непубликувани документални кадри от изкачването.

## Изкачвания (непълен списък)
| Година | Връх         | Височина | Планина      | Държава                 | Бележки                    |
| ------ | ------------ | -------- | ------------ | ----------------------- | -------------------------- |
| 1986   | Ленин        | 7134 m   | Памир        | Киргизстан, Азия        |                            |
| 2000   | Монблан      | 4808 m   | Алпи         | Европа                  |                            |
| 2003   | Денали       | 6190 m   | Денали       | САЩ, Северна Америка    |                            |
| 2005   | Корженевска  | 7014 m   | Памир        | Таджикистан, Азия       |                            |
| 2005   | Аконкагуа    | 6962 m   | Анди         | Аржентина, Южна Америка |                            |
| 2008   | Чо Ою        | 8201 m   | Хималаи      | Непал, Азия             |                            |
| 2009   | Еверест      | 8848 m   | Хималаи      | Непал, Азия             | 1-во изкачване на българка |
| 2011   | Ухуру        | 5895 m   | Килиманджаро | Танзания                |                            |
| 2013   | Елбрус       | 5642 m   | Кавказ       | Русия, Европа           |                            |
| 2018   | Карстенс     | 4884 m   | Маоке        | Индонезия, Океания      |                            |
| 2020   | Винсън масив | 5140 m   | Елсуърт      | Антарктида              |                            |